# Lucius Shepard
Pour les articles homonymes, voir Shepard.
Œuvres principales
- L'Aube écarlate
- Le Chasseur de jaguar
- Les Attracteurs de Rose Street
- Abimagique
- Le Livre écorné de ma vie

Lucius Shepard, né le 21 août 1943 à Lynchburg en Virginie et mort le 18 mars 2014, à Portland dans l'Oregon, est un écrivain américain de science-fiction.

## Biographie
Né dans une famille bourgeoise, Lucius Shepard quitte les États-Unis à l'âge de quinze ans pour mener une vie de bourlingueur. Il gagne l'Irlande en cargo puis visite l'Europe, l'Afrique du nord et enfin l'Asie. Vivant d'expédients, il travaille dans une usine de cigarettes en Allemagne, est vendeur à la sauvette sur les marchés du Caire puis videur dans une boite de nuit en Espagne. Au bout de quelques années, il revient aux États-Unis dans le but de poursuivre quelques études à l'Université de Caroline du Nord.
Il rencontre sa femme, Joy Wolf, avec qui il aura un fils, Gullivar, qui deviendra architecte à New York. Mais il repart bientôt à destination des pays du Sud-Est asiatique et de l'Amérique centrale, en particulier au Honduras.
Dans les années 1980, après un bref passage dans les ateliers d'écriture Clarion, il commence à écrire et publie bientôt sa première nouvelle, Green Eyes, en 1984. Parallèlement, il exerce de 1982 à 1984 le métier de reporter free lance et couvre notamment le conflit du Salvador. Son premier roman, Les Yeux électriques, parait en 1984 suivi en 1987 par La Vie en temps de guerre.
Devenu plus discret dans les années 1990, il s'est remis à l'écriture  dans les années 2000.
Victime d'un accident vasculaire cérébral en août 2013, il en fut très affaibli et s'est éteint le 18 mars 2014.

## Œuvres

### Romans
- Les Yeux électriques, Robert Laffont, coll. « Ailleurs et Demain », 1987 ((en) Green Eyes, 1984), trad. Isabelle Delord  (ISBN 2-221-05239-0)Réédition, Le Livre de poche, coll. « SF » no 7150, 1992 (ISBN 2-253-06118-2)
- La Vie en temps de guerre, Robert Laffont, coll. « Ailleurs et Demain », 1988 ((en) Life During Wartime, 1987), trad. Isabelle Delord-Philippe  (ISBN 2-221-05581-0)Réédition, Le Livre de poche, coll. « SF » no 7181, 1996 (ISBN 2-253-07181-1) ; réédition, Mnémos, coll. « Dédales », 2010, traduction révisée par Sébastien Guillot  (ISBN 978-2-35408-092-1) ; réédition, Mnémos, coll. « Hélios » no 98, 2018, traduction révisée par Sébastien Guillot  (ISBN 978-2-35408-295-6)
- Kalimantan, Denoël, coll. « Présence du fantastique » no 25, 1992 ((en) Kalimantan, 1990), trad. Isabelle Delord  (ISBN 2-207-60025-4)
- L'Aube écarlate, Denoël coll. « Présences », 1996 ((en) The Golden, 1993), trad. Jean-Daniel Brèque  (ISBN 2-207-24162-9)Réédition, Gallimard, coll. « Folio SF » no 54, 2001 - Prix Locus du meilleur roman d'horreur 1994 (ISBN 2-07-041804-9)
- (en) Valentine, 2002
- (en) Colonel Rutherford's Colt, 2003
- Louisiana Breakdown, Le Bélial', 2007 ((en) Louisiana Breakdown, 2003), trad. Henry-Luc Planchat  (ISBN 978-2-84344-081-6)Réédition, J'ai lu, coll. « Fantastique » no 9106, 2009 (ISBN 978-2-290-00974-1)
- (en) Floater, 2003
- (en) Trujillo, 2004
- (en) Viator, 2004
- (en) A Handbook of American Prayer, 2004
- (en) Softspoken, 2007
- Abimagique, Le Bélial', coll. « Une heure-lumière » no 22, 2019 ((en) Abimagique, 2007), trad. Jean-Daniel Brèque  (ISBN 978-2-84344-955-0)Une première version plus courte est parue dans le magazine Sci Fiction (en) en août 2005
- Le Livre écorné de ma vie, Le Bélial', coll. « Une heure-lumière » no 32, 2021 ((en) Dog-Eared Paperback of my Life, 2009), trad. Jean-Daniel Brèque  (ISBN 978-2-84344-978-9)
- Les Attracteurs de Rose Street, Le Bélial', coll. « Une heure-lumière » no 15, 2018 ((en) Rose Street Attractors, 2011), trad. Jean-Daniel Brèque  (ISBN 978-2-84344-937-6)
- Le Calice du dragon, Le Bélial', 2013 ((en) Beautiful Blood, 2014), trad. Jean-Daniel Brèque  (ISBN 978-2-84344-119-6)

### Recueils de nouvelles
- (en) The Jaguar Hunter, 1987
  1. Le Chasseur de jaguar, Denoël, coll. « Présence du futur » no 435, 1987, trad. William Olivier Desmond  (ISBN 2-207-30435-3)
  2. La Fin de la vie (pour ce que nous en savons), Denoël, coll. « Présence du futur » no 436, 1987, trad. William Olivier Desmond  (ISBN 2-207-30436-1)
- (en) The Ends of the Earth, 1991
  1. Zone de feu émeraude, Denoël, coll. « Présence du futur » no 476, 1988, trad. William Olivier Desmond  (ISBN 2-207-30476-0)
  2. Thanatopolis, Denoël, coll. « Présence du futur » no 539, 1993, trad. William Olivier Desmond  (ISBN 2-207-30540-6)
  3. Le Bout du monde, Denoël, coll. « Présence du fantastique » no 31, 1993, trad. William Olivier Desmond  (ISBN 2-207-60038-6)
- Petite musique de nuit, Flammarion, coll. « Imagine… », 2000 ((en) Barnacle Bill the Spacer and Other Stories, 1997), trad. William Olivier Desmond  (ISBN 2-08-067836-1)
- Aztechs, Le Bélial', 2005, trad. Jean-Daniel Brèque  (ISBN 2-84344-069-6)Réédition, J'ai lu, coll. « Science-Fiction » no 8615, 2008 (ISBN 978-2-290-00466-1)
- Sous des cieux étrangers, Le Bélial', 2010, trad. Jean-Daniel Brèque et Pierre K. Rey  (ISBN 978-2-84344-096-0)Réédition, J'ai lu, coll. « Science-Fiction » no 9816, 2012 (ISBN 978-2-290-03312-8)
- Le Dragon Griaule, Le Bélial', 2011 (The Dragon Griaule, 2012)  (ISBN 978-2-84344-106-6)Réédition, J'ai lu, coll. « Fantasy » no 10461, 2013 (ISBN 978-2-290-06977-6)

### Nouvelles
- Le Chasseur de jaguars, Opta, 1985 ((en) The Jaguar Hunter, 1985), trad. Nathalie ServalPubliée dans la revue Fiction no 367, puis sous le titre Le Chasseur de jaguar dans le recueil Le Chasseur de jaguar publié par Denoël, coll. « Présence du futur », en 1987 puis sous le titre Le Chasseur de jaguar dans l'anthologie Utopiales 10 publiée par ActuSF, coll. « Les Trois Souhaits », en 2010